# 藤川洋子
藤川 洋子（ふじかわ ようこ、1951年 - ）は日本の心理学者、京都ノートルダム女子大学教授、京都工芸繊維大学教授、東京大学医学部客員研究員。臨床心理士。家庭裁判所の調査官として長年にわたり数多くの少年事件を担当し、処罰だけで少年らを矯正することはできず彼らを理解し支援することが必要であり、冷静に対処していくことが大切であるとの考えから『非行は語る - 家裁調査官の事例ファイル』（新潮社、2002年1月）などを著している。著書の1つである『わたしは家裁調査官』（日本評論社、1996年12月）はテレビドラマ化された。発達障害に対する社会の無理解を指摘し、発達障害の子たちが社会に適応できるよう支援するためには何より我々が発達障害についてよりよく理解するべきだとしている。

## 来歴
愛知県生まれ。1973年大阪大学文学部哲学科卒業、同年から家庭裁判所勤務。2006年大阪家庭裁判所総括主任家裁調査官として退職、京都ノートルダム女子大学心理学部教授就任。その後、同大学心理臨床センター長にも就く。2016年より京都工芸繊維大学特定教授も兼任。

## 著書
- 『わたしは家裁調査官』（藤川洋子著、日本評論社、1996年12月）ISBN 978-4535560338
  - 少年たちとしてテレビドラマ化される。
- 『「非行」は語る－家裁調査官の事例ファイル』（藤川洋子著、新潮社、2002年1月）ISBN 978-4106035104
- 『子どもの面接ガイドブック－虐待を聞く技術』（W.ボーグ[他]著、藤川洋子[他]訳、日本評論社、2003年10月）ISBN 978-4535562035
- 『青少年犯罪』（明治安田こころの健康財団編、明治安田こころの健康財団、2004年4月）
- 『絵画療法. 1』（飯森眞喜雄・中村研之共編、藤川洋子[他]著、岩崎学術出版社、2004年5月）ISBN 978-4753304066
- 『子どもの未来を語る－生野学園からの発信』（生野学園日本子どもの未来研究所編、藤川洋子[他]著、生野学園日本子どもの未来研究所、2004年10月）
- 『少年犯罪の深層－家裁調査官の視点から』（藤川洋子著、筑摩書房、2005年5月）ISBN 978-4480062345
- 『私の出会った少年たち－非行への新しい視点』（藤川洋子著、日本教育新聞社、2005年7月）ISBN 978-4890552764
- 講演記録『不器用な生き方の少年たち―少年犯罪といわれるものの背景』（藤川洋子講演、NPO法人東京都自閉症協会東京都支部、2007年1月）
- 『春のはじまる朝－家裁調査官物語』（藤川洋子著、東京書籍、2007年8月）ISBN 978-4487802173
- 『なぜ特別支援教育か－非行を通して見えるもの』（藤川洋子著、日本標準、2007年11月）ISBN 978-4820803126
- 『発達障害と少年非行―司法面接の実際』（藤川洋子著、金剛出版、2008年7月）ISBN 978-4772410304